# Unificación semántica

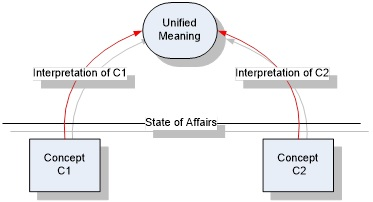
Semantic Matching of concepts

La Unificación semántica, en términos de filosofía, lingüística e informática, es el proceso que se encarga de unificar representaciones conceptuales que tienen léxicos distintos pero que tienen el mismo contenido semántico, es decir, el mismo significado. En los procesos de negocio, el concepto de unificación semántica se define como "la conversión de dos expresiones en otra cuyo formato sea equivalente a la expresión dada". La unificación semántica tiene una larga historia en campos como la filosofía y la lingüística. Sin embargo, en la informática se ha utilizado en diferentes áreas de investigación como la unificación de gramática y extensiones en programación lógica.
La unificación semántica ya ha sido aplicada en los campos de procesos de negocio y de gestión de flujo de trabajo.
A principios de los años 90, Charles Petri en la Universidad de Stanford introdujo el término de la unificación semántica de los modelos de negocio. También introdujo el término "Unificación Semántica Pragmática" para referirse a los enfoques en los que los resultados se ponen a prueba ejecutándolos en una aplicación que utiliza las correspondencias semánticas. En este enfoque pragmático, la exactitud del mapeo no es tan importante como su usabilidad.
En general, la unificación semántica de procesos de negocio es el proceso de encontrar un concepto unificado común en el cual coincidan, en la misma interpretación, dos expresiones léxicas.